# Nikolai Alexejewitsch Orlow

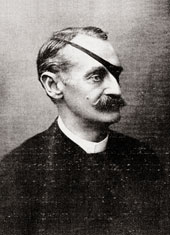
Nikolai Alexejewitsch Orlow

Nikolai Alexejewitsch Orlow (russisch Николай Алексеевич Орлов, wiss. Transliteration Nikolaj Alekseevič Orlov; * 27. April 1820; † 29. März 1885 in Fontainebleau), aus dem Haus der Grafen von Orlow, war Fürst und einziger Sohn des Alexei Fjodorowitsch Orlow.

## Leben
Er trat zuerst in die zaristische Armee, dann, nachdem er 1854 bei der Belagerung der Festung Silistra eine besondere Tapferkeit bewiesen, aber auch ein Auge sowie einen Arm eingebüßt hatte, in den diplomatischen Dienst und wurde 1860 Gesandter in Brüssel, 1870 kurze Zeit in Wien. 1872–80 war er Botschafter in Paris, dann in Berlin und starb am 29. März 1885 in Fontainebleau.
Auch als militärischer Schriftsteller hat er sich versucht mit einer russisch geschriebenen Geschichte des preußischen Kriegs von 1806 (Sankt Petersburg, 1856).

## Familie

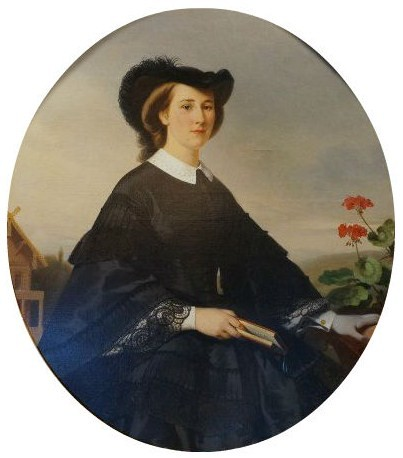
Fürstin Katharina Orlowa, Gemälde von Franz Xaver Winterhalter

Orlow heiratete am 14. Mai 1858 Katharina (Jekaterina) Nikolajewna geb. Fürstin Trubetzkaja (1840–1875). Fürst Otto von Bismarck, der im Sommer 1862 in Biarritz mit dem Ehepaar verkehrte und mit der Fürstin eine Affäre hatte, schreibt, dass sie etwas deutsch sprach und eine hervorragende Pianistin war.